# Каховский, Пётр Григорьевич
Пётр Григо́рьевич Кахо́вский (1797, Преображенское — 13 (25) июля 1826, Санкт-Петербург) — русский военнослужащий, дворянин, декабрист, убийца генерала Михаила Милорадовича и командира лейб-гвардии Гренадерского полка Николая Стюрлера во время восстания декабристов. По приговору суда повешен вместе с другими руководителями декабристского движения 25 июля 1826 года в Петропавловской крепости.

## Биография

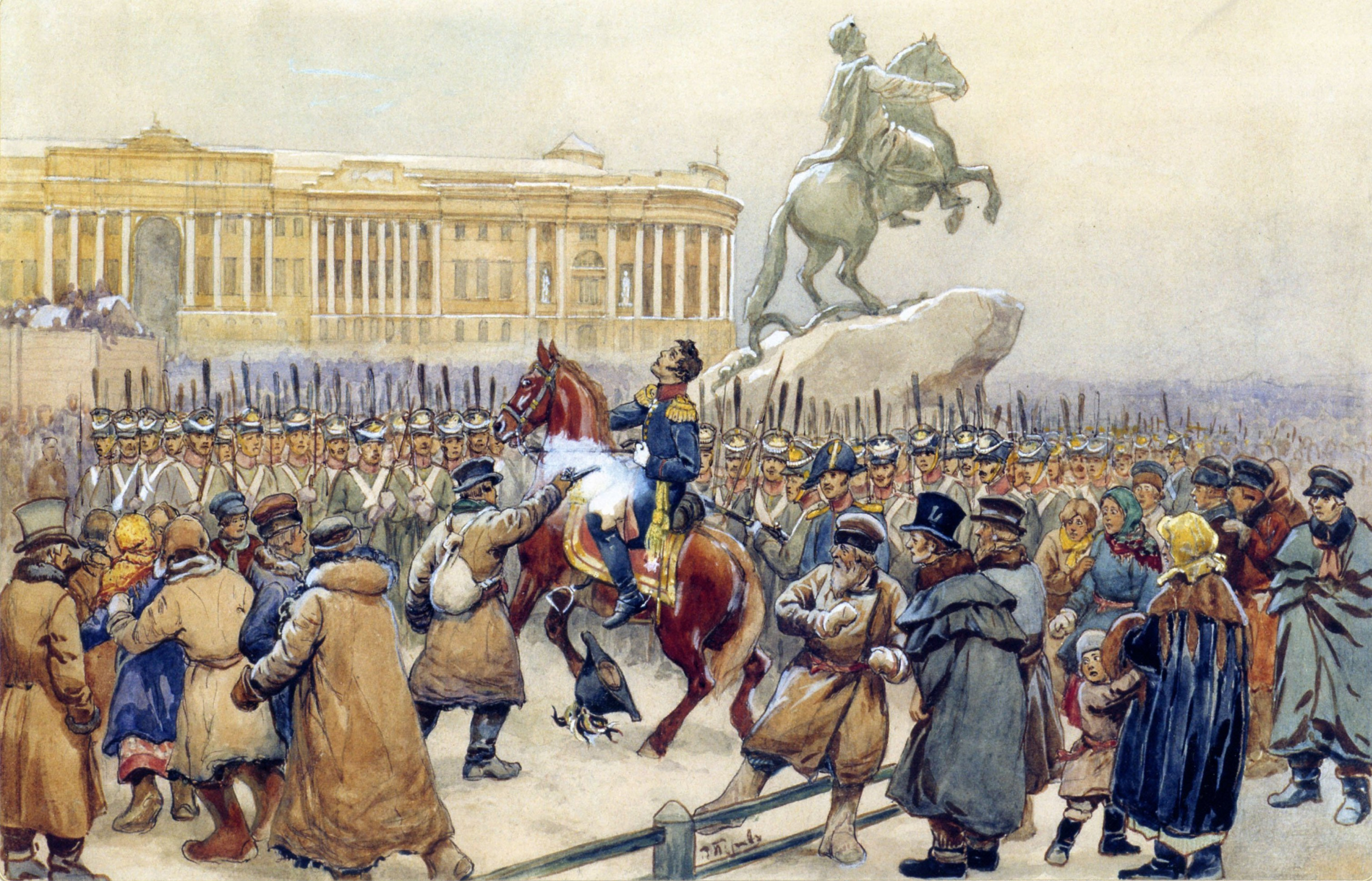
Василий Перов. Восстание декабристов

Происходил из обедневших дворян Московской губернии, имел брата. Родился в 1797 году в селе Преображенском (ныне — Митино), учился в пансионе при Московском университете: «по-русски, по-немецки и французски читать, писать и говорить умеет, истории, географии и арифметике знает». Пережил в Москве нашествие французов в войну 1812 года. По признанию самого Каховского, на образ его мыслей повлияли детское изучение «греков и римлян», «недавние перевороты в правлениях Европы» и пребывание за границей в 1813—1814 гг.
24 марта 1816 году поступил на военную службу в лейб-гвардии егерский полк юнкером, но за «шум и разные неблагопристойности… неплатёж денег в кондитерскую лавку и леность к службе» уже в декабре 1816 года был разжалован в рядовые, переведён в армию и 7 февраля 1817 года отправлен на Кавказ в линейный батальон 7-го егерского полка, где за отличие в службе в ноябре 1817 года вновь произведён в юнкеры, а в январе 1818 – в портупей-юнкеры. В октябре 1818 года был переведён в Астраханский кирасирский полк. С мая 1819 – корнет, с ноября – поручик. Бывал "в штрафах" «за разные шалости в армии, по повелению великого князя Константина Павловича».
24 апреля 1821 года по болезни получил отставку, ездил лечиться на Кавказ, некоторое время жил в своём имении в Смоленской губернии. В 1823–1824 годах путешествовал за границей.
В 1825 году приехал в Петербург, намеревался отправиться в Грецию, чтобы сражаться за её независимость. Имея «пылкий характер, готовый на самоотвержение» (К. Ф. Рылеев) и свободолюбие («я и в цепях буду вечно свободен») был принят в Северное тайное общество. Сильно бедствовал, был крайне одинок, без родственных связей и друзей, с известной долей пренебрежения относился к жизни.
Каховский полагал необходимым уничтожение самодержавной власти, установление республики («народного правления»), введение конституции. Каховского, как совершенно одинокого человека, декабристы наметили цареубийцей. 14 декабря на Сенатской площади он смертельно ранил петербургского генерал-губернатора Милорадовича и полковника Стюрлера, ранил свитского офицера, но не решился покушаться на нового царя.
Будучи в заключении, на следствии вёл себя дерзко, откровенно высказываясь о недостатках российского государственного строя и нелестно характеризуя императоров Александра I и Николая I. В числе пяти декабристов был повешен.
Точное место его погребения неизвестно. По одной из версий, похоронен вместе с другими казнёнными декабристами на острове Голодае.

## Адреса в Санкт-Петербурге
- 1825 год — гостиница «Неаполь» — набережная Екатерининского канала, 79.

## Память
- Переулок Каховского в Санкт-Петербурге.
- Улица Каховского в городе Гусь-Хрустальный.
- переулок Каховского в городе Воронеж.
- Улица Каховского в городе Астрахань.
- Улица Каховского (Каховская) в городе Минск
- Улица Каховского (Каховская) в городе Тирасполь
- Улица Каховского в городе Иркутск.
- Улица Каховская в городе Самара

## Киновоплощения
- «Декабристы» — актёр П. Волконский
- «Звезда пленительного счастья» — актёр Виктор Костецкий
- «Союз спасения» — актёр Сергей Агафонов